# GECT Pyrénées-Cerdagne
Le GECT Pyrénées-Cerdagne (en espagnol AECT Pyrénées-Cerdagne et en catalan GECT Pirineus-Cerdanya) est un groupement européen de coopération territoriale créé le 22 septembre 2011.

## Sources

## Compléments